# Hervormde kerk (Philippine)

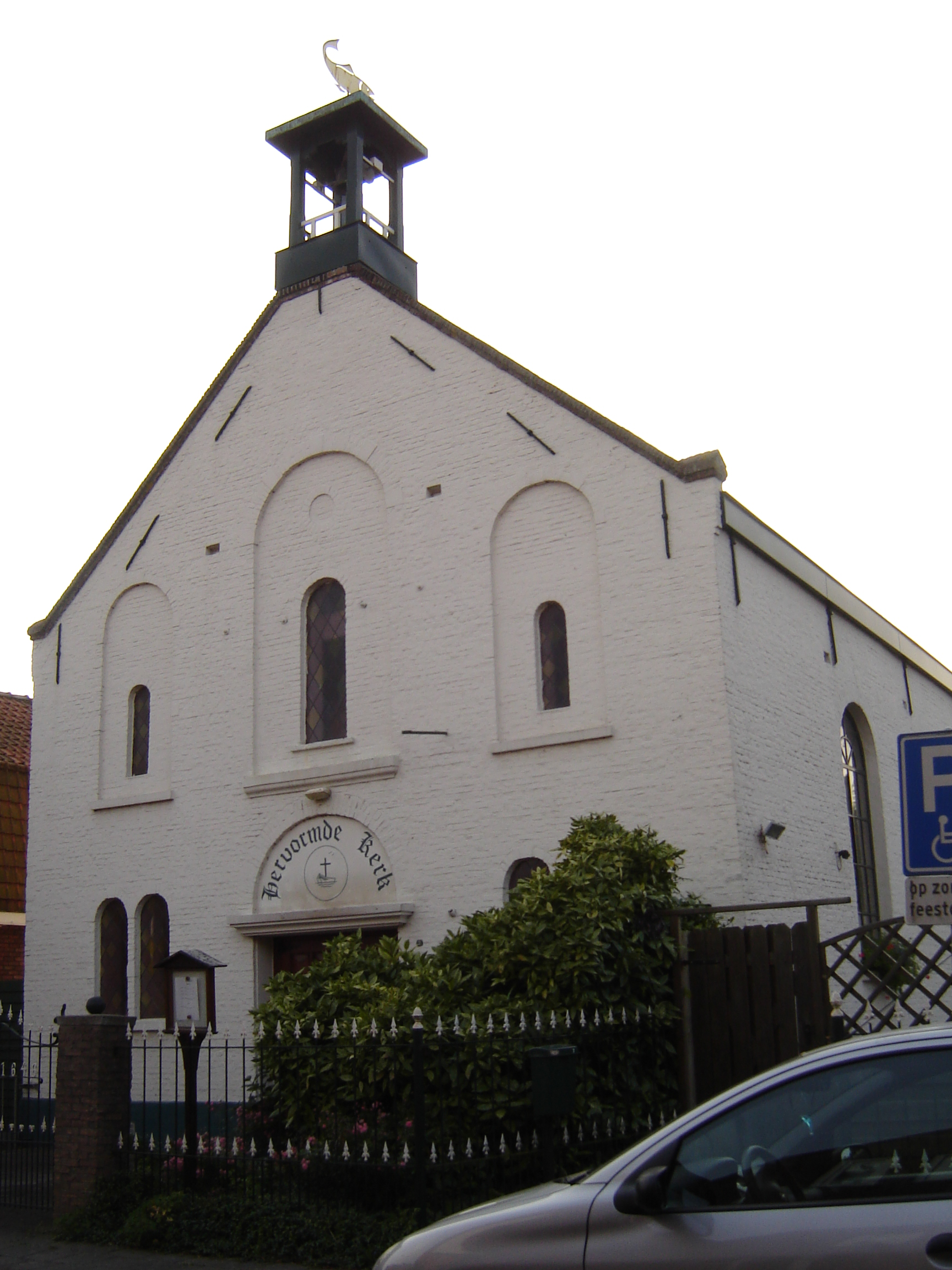
Hervormde kerk

De Hervormde kerk is een kerkgebouw in de tot de Zeeuwse gemeente Terneuzen behorende plaats Philippine, gelegen aan Koningin Emmastraat 7.

## Geschiedenis
De hervormden beschikten sinds 1646 over een kerkgebouw. Dit werd einde 19e eeuw wegens bouwvalligheid gesloopt, waarna in 1900 een nieuwe kerk werd gebouwd.
Het betreft een eenvoudige zaalkerk onder zadeldak, met een kleine houten dakruiter welke een windvaan heeft in de vorm van een vis, wat wijst op het visserijverleden van Philippine.
Het orgel is van 1986 en werd vervaardigd door S.F. Blank.